# E-carburant
Les e-carburants (pour électro-carburants) ou e-fuels sont des carburants de synthèse fabriqués en utilisant de l'électricité décarbonée, ce qui revient à stocker cette énergie électrique dans les liaisons chimiques des carburants liquides ou gazeux. Les principales cibles sont les alcools et hydrocarbures de synthèse comme le méthane, le méthanol, le biodiesel.
Les e-carburants sont, pour l'instant, plus coûteux que les carburants à base de pétrole, mais les techniques de production sont relativement disponibles et permettent à l'Europe de diminuer sa dépendance aux importations de gaz naturel et de pétrole. De plus, ils pourraient contribuer à pallier l'intermittence des énergies renouvelables, en stockant sous forme de combustible liquide ou gazeux leur production excédentaire.

## Définition
La production d'e-carburants au moyen d'électricité décarbonée revient à stocker cette énergie électrique dans les liaisons chimiques des carburants liquides ou gazeux,.

## Recherche
L'une des principales sources de financement de la recherche sur les e-carburants liquides pour les transports est Electrofuels Program of the Advanced Research Projects Agency-Energy (ARPA-E), dirigée par Eric Toone. ARPA-E, créé en 2009 sous la direction de Steven Chu, secrétaire à l'énergie du président Obama, constitue la tentative faite par le ministère de l'énergie (DOE) de reproduire Defense Advanced Research Projects Agency (DARPA), dont l’efficacité n’est plus à prouver. Parmi les exemples de projets financés dans le cadre de ce programme, mentionnons les travaux d'OPX Biotechnologies sur le biodiesel dirigés par Michael Lynch et le travail de Derek Lovley sur l'électrosynthèse microbienne à l'Université du Massachusetts Amherst, qui aurait produit le premier e-carburant liquide utilisant du CO2 comme matière première. La description de tous les projets de recherche ARPA-E Electrofuels Program se trouve sur leur site web. À partir de 2014, à la suite du boom de la fracturation hydraulique, ARPA-E a délaissé les « ressources électriques » au profit des matières premières à base de gaz naturel, et a donc négligé les e-carburants.
La première conférence sur les e-carburants, parrainée par l'American Institute of Chemical Engineers, s'est tenue à Providence (Rhode Island) en novembre 2011. Lors de cette conférence, le directeur Eric Toone déclare que « 18 mois après le début du programme, nous savons qu'il marche. On doit savoir si on peut faire en sorte que ça ait de l'importance ». Plusieurs groupes ont dépassé le stade de la faisabilité et s'efforcent de passer à une plus grande échelle, ce de façon rentable.
À partir de 2016, Audi investit dans la création d'une usine en Allemagne afin de produire du méthane. Ce site de production utilise de l'électricité (6 MW) issue du parc éolien allemand et du CO2 sous-produit du traitement du biogaz. Par la suite, Audi développe d'autres systèmes de production d'e-essence et e-diesel.
En Suisse, l'EMPA étudie et publie des exemples de carburants alternatifs synthétiques.

## Potentiel et coûts

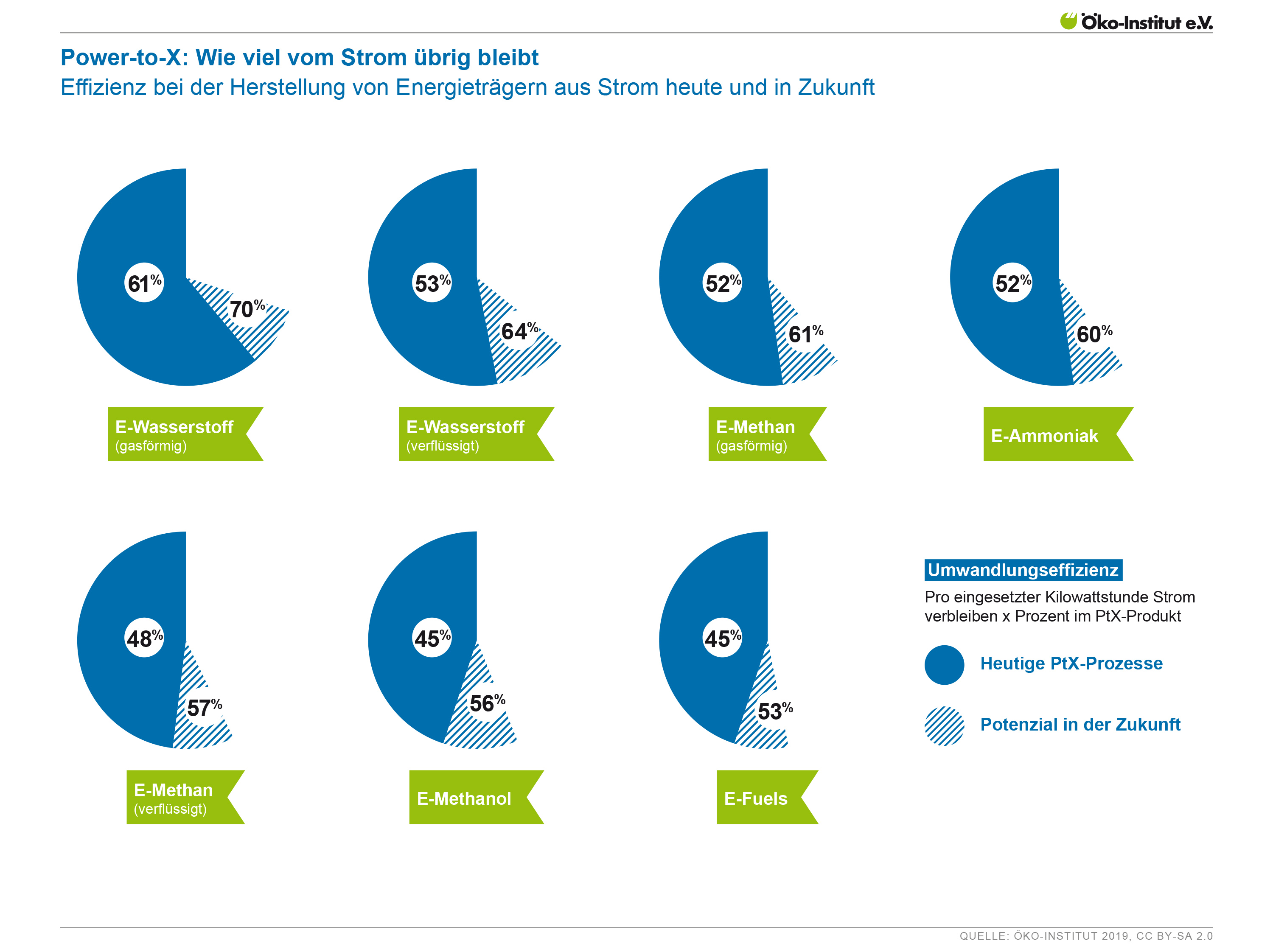
Efficacité actuelle (et future en hachuré) des e-carburants. Pertes dans les véhicules non prises en compte. En allemand, on voit : e-hydrogène gazeux, e-hydrogène liquide, e-méthane gazeux, e-ammoniac, e-méthane liquide, e-méthanol et enfin e-carburant.

Le think-tank allemand Agora-Energiewende publie en septembre 2018 une étude sur le potentiel et les coûts prévisionnels des combustibles synthétiques produits à partir d'électricité renouvelable. Ses principales conclusions sont : 1) les e-carburants joueront un rôle important dans la décarbonation de la chimie, de l'industrie et d'une partie des transports ; leur coût plus élevé que l'usage direct de l'électricité rend leur pénétration dans d'autres secteurs incertaine ; 2) pour être compétitives, les installations de conversion d'électricité en gaz et en carburants liquides nécessitent de l'électricité à bas coût et à facteur de charge important (longue durée de fonctionnement) ; la seule utilisation des excédents des énergies renouvelables ne suffira pas pour couvrir la demande et rentabiliser l'énergie grise des installations ; il faudra construire des centrales électriques explicitement destinées à la production d'e-carburants, par exemple des centrales éoliennes offshore en Mer du nord ou des centrales solaires en Afrique du nord ou au Moyen-Orient ; 3) le coût des e-carburants (méthane et carburants liquides) se situera initialement entre 0,20 et 0,30 €/kWh, puis pourra baisser à 0,10 €/kWh (NB : un litre de fioul produit autour de 10 kWh de chaleur) si leur capacité de production mondiale atteint 100 GW ; une telle réduction de coût requiert des investissements massifs et continus en électrolyseurs et en capteurs de CO2 ; ceci ne sera possible qu'avec une intervention politique ou des prix de carbone élevés. 4) Les e-carburants ne sont pas à eux seuls une alternative aux combustibles fossiles, mais ils peuvent complémenter les technologies dotées de moindres pertes de conversion, telles que les véhicules électriques et les pompes à chaleur.
Selon The Shift Project, les besoins incompressibles en combustibles liquides ou gazeux vont rester importants. Outre des efforts accrus de sobriété, plusieurs voies sont possibles pour les décarboner, entre lesquelles il faudra arbitrer : produire ou importer plus d'agrocarburants et de biogaz, produire du dihydrogène par électrolyse de l'eau, produire du méthane et des combustibles liquides par conversion d'électricité. Chacune de ces voies présente des contraintes ou des limites importantes. Ainsi, la production de dihydrogène et de carburants synthétiques nécessite de très grandes quantités d'électricité décarbonée (au bénéfice de l'équilibrage entre offre et demande du système électrique). Incidemment, cette importante augmentation de la demande en électricité nécessiterait qu'en France la production électrique soit augmentée à l'aide de nouveaux réacteurs nucléaires ou d’énergies renouvelables.
Pour ce qui concerne la voiture, il serait déraisonnable de réserver les e-carburants aux voitures, l'électrification directe est préférable.Certaines évaluations tablent sur un coût de trois à quatre euros par litre de e-carburant. Les véhicules électriques ont une efficacité énergétique de 60 à 77 % (de la centrale électrique à la roue), contre 18 à 22 % pour les e-carburants. Ces derniers demeurent des hydrocarbures, ils dégageraient donc à peu près les mêmes polluants et particules fines que les carburants fossiles, notamment des oxydes d'azote (NOx) et des particules fines cancérigènes. Les véhicules roulant à ces carburants seraient donc interdits à terme dans les zones à faible émission.
Selon l'institut de recherche de Potsdam sur les effets du changement climatique, les coûts de production de l'e-carburant produit dans l'usine chilienne Haru Oni de Porsche et Siemens, la seule à produire aujourd'hui à échelle industrielle (capacité : 130 000 l/an), seraient 100 fois supérieurs à ceux de l'essence ordinaire : plus de 50 € par litre. Sur la soixantaine de projets annoncés dans le monde, seule une partie infime ont bouclé leurs financements et s'ils étaient tous réalisés, ils fourniraient à peine 10 % des besoins de l'Allemagne en e-carburants. Le rapport estime cependant qu'à terme, les coûts de production devraient être ramenés à 2 € le litre, soit quatre fois plus que les carburants d'origine fossile si le captage de CO2 dans l'air est déployé à échelle industrielle.

## Projets de production et réalisations
Le numéro un mondial du transport maritime Maersk annonce le 3 novembre 2022 la signature d'un protocole de collaboration avec le gouvernement espagnol posant les bases de son projet de production de 2 Mt (millions de tonnes) de méthanol vert par an d'ici 2030, permettant de décarboner 10 % de la flotte du groupe. Maersk a commandé 19 porte-conteneurs capables de fonctionner au méthanol de synthèse, qui devraient commencer à être livrés d'ici à 2024, et cherche à organiser à la fois les processus de production du carburant vert et les nouveaux circuits de ravitaillement de sa flotte au long des routes maritimes. Deux des ports de ce futur réseau se trouveront en Espagne, l'un en Galice sur la façade atlantique, l'autre au sud près du détroit de Gibraltar, à proximité de sites de production d'e-méthanol à partir d'hydrogène vert et de CO2 biogénique. Le groupe prévoit d'alimenter la production d'hydrogène par électrolyse de l'eau à partir d'un réseau qui pourrait réunir jusqu'à 80 parcs solaires et éoliens. Les premières livraisons d'e-méthanol devraient avoir lieu d'ici à 2025, pour 200 000 tonnes la première année, et monter à 1 Mt en 2027, pour atteindre 2 Mt par an à partir de 2030.
Le 20 décembre 2022, une usine chilienne produit ses premiers litres d'essence de synthèse (e-méthanol) à Punta Arenas à partir d'hydrogène vert produit par électrolyse de l'eau grâce à de l'électricité produite par des éoliennes, et de dioxyde de carbone capté dans l'atmosphère. La production prévue est de 130 000 litres d'ici à la fin de 2022, 55 Ml (millions de litres) en 2024 et 550 Ml en 2026. La commercialisation de ce carburant est prévue à partir de mars 2023 et l'entreprise chilienne espère disposer dans dix ans de six usines afin d'approvisionner cinq millions de voitures. Ce projet a été réalisé grâce à l'association, entre autres, de Siemens Energy et du constructeur automobile Porsche,.
L'entreprise chilienne HIF Global, qui a construit l'usine pilote Haru Oni, près de Punta Arenas, annonce en avril 2023 son intention de construire à partir de 2024 la plus grande installation de production de carburant synthétique au monde à Matagorda, dans le sud du Texas. L'objectif est de produire 750 millions de litres par an en 2027. L'usine consommera chaque année 300 000 tonnes d’hydrogène vert et de deux millions de tonnes de dioxyde de carbone recyclé, pour produire 1,4 million de tonnes de méthanol, qui peut être utilisé tel quel ensuite dans l’industrie chimique et comme carburant maritime, ou peut être raffiné davantage et transformé en un e-carburant à destination des véhicules de tourisme. Selon HIF Global, le prix de cet e-carburant pourrait baisser à deux euros le litre.
En septembre 2023, la start-up industrielle Elyse Energy mobilise 700 millions d'euros pour son deuxième projet d'usine de production d'e-méthanol, baptisé « eM-Rhône » (électro-méthanol Rhône), après celui de Lacq pour les carburants aériens annoncé en juin. L'usine sera installée sur la plateforme chimique Osiris, à Roussillon, et doit fournir 150 000 tonnes d'e-méthanol par an à partir de 2028 à partir de l'hydrogène vert produit par un électrolyseur de 240 MW et du CO2 issu de la production du ciment par Lafarge dans sa cimenterie située de l'autre côté du Rhône, au Teil (Ardèche). La Commission européenne a retenu ce projet dans le cadre du Fonds européen pour l'innovation. Le méthanol devrait être vendu à des compagnies maritimes et fluviales et à l'industrie chimique.
Selon un rapport de Sia Partners pour le Bureau français des e-fuels, 77 projets d'envergure (production annuelle supérieure à 200 000 tep) sont en cours de développement dans le monde au début 2024, dont 19 au Canada, 16 aux États-Unis, 12 au Danemark, 11 en Suède, 8 en Espagne et 7 en France. Mais seuls trois projets de carburants de synthèse (un en Arabie saoudite et deux en Amérique du Nord) ont reçu une décision finale d'investissement, et la grande majorité concernent de la production d'ammoniac de synthèse, qui ne nécessite pas de CO2 et qui est utilisé surtout dans la production d'engrais. Ainsi, le plus grand projet identifié par le rapport, au Kazakhstan, prévoit de produire 11 millions de tonnes d'ammoniac par an ; le projet de Neom, en Arabie saoudite, porte également sur la production d'ammoniac.
En août 2024, Ørsted annonce l'arrêt de son grand projet d'e-fuel en Suède, FlagshipOne, lancé en 2022, qui devait permettre la production de 55 000 tonnes de e-méthanol par an à partir de 2025. Celui-ci était destiné principalement au transport maritime et devait utiliser de l'hydrogène d'origine renouvelable et du CO2 récupéré sur une centrale à biomasse voisine. Les exploitants de navires ne sont pas prêts à accepter les coûts élevés du méthanol durable, deux à cinq fois plus cher que le méthanol d'origine fossile.

## Projets d'utilisation
En Europe, seuls Porsche et Ferrari comptent sur les e-carburants pour préserver leur héritage technologique. Stellantis étudie des échantillons d'e-carburants fournis par la compagnie pétrolière saoudienne Aramco. Luca de Meo les considère comme « une opportunité », mais seulement « une solution de niche », du fait de son coût. Les patrons des marques Volkswagen, Thomas Schäfer, et d'Audi, Mark Duesmann, voient les carburants de synthèse comme une « distraction inopportune ».
Le groupe Stellantis teste les carburants de synthèse sur 28 moteurs différents en 2023. Stellantis est convaincu de pouvoir réduire de 90 % les émissions de CO2 de ses voitures grâce à ces carburants.
En 2023, CMA-CGM noue un partenariat avec Engie : le projet Salamandre, destiné à produire 200 000 t de gaz renouvelable dans le monde en 2030, dont 11 000 t au Havre, pour alimenter ses porte-conteneurs.
En France, des acteurs de la filière des e-carburants ont annoncé en juillet 2023 la création d’un « Observatoire français des e-fuels », visant à promouvoir des projets et à réunir experts, universitaires, industriels et financiers s'intéressant au sujet.

## Politique énergétique européenne

### Automobile
Le 27 juin 2022, les ministres de l'Environnement des Vingt-Sept actent, après la Commission européenne et les députés européens, l'arrêt des ventes de voitures thermiques après 2035. Mais ils ont prévu, sur la demande de l'Allemagne soutenue par l'Italie, une clause de revoyure en 2026 pour reconsidérer la question des moteurs hybrides rechargeables et celle des carburants de synthèse. Cependant, selon l'ONG Transport et environnement, le coût de ces carburants serait rédhibitoire en 2022 (près de dix dollars le litre) et ils présenteraient un intérêt environnemental contestable par rapport aux carburants fossiles. Selon une étude de chercheurs italiens, le coût du e-methanol pourrait être voisin de 300 €/t tout en présentant un bilan carbone neutre, du fait de la capture de CO2 (CCUS, économie du méthanol (en)).
En mars 2023, le vote final de la réglementation européenne imposant l'arrêt des voitures à moteur thermique dans l'Union européenne à partir de 2035 est reporté du fait d'une menace d'abstention de l'Allemagne, qui fait pression sur la Commission européenne pour qu'elle intègre dans la future réglementation la possibilité d'utiliser des carburants de synthèse, censés être neutres en gaz à effet de serre, ce qui ouvrirait la possibilité de prolonger la vente de voitures à moteurs thermiques après 2035. Un accord est trouvé entre l'Allemagne et l'Union européenne : selon le ministre allemand des Transports, Volker Wissing, « les véhicules équipés d'un moteur à combustion pourront être réimmatriculés après 2035 s'ils utilisent exclusivement des carburants neutres en matière d'émissions de CO2 ».

### Aviation
Le 26 avril 2023, l'Union européenne est parvenue à un accord dans le cadre de ReFuelEU Aviation, un des paquets législatifs de Fit for 55, sur un mandat d'introduction progressive de carburants durables d'aviation dans le kérosène. Le taux d'incorporation devra atteindre 2 % à partir de 2025, puis 6 % en 2030, 20 % en 2035, 34 % en 2040, 42 % en 2045, et 70 % en 2050. La part des carburants de synthèse tels que les e-carburants devra atteindre 1,2 % en moyenne entre 2030 et 2031, puis 2 % entre 2032 et 2035, 5 % de 2035 à 2040, 10 % de 2040 à 2045, 15 % de 2045 à 2050 et 35 % à compter de 2050. L'hydrogène nécessaire à la production de carburants de synthèse pourra être indifféremment produit avec de l'électricité d'origine nucléaire ou renouvelable. L'idée est en réalité ancienne puisque le méthanol avait déjà été utilisé pendant le Seconde Guerre mondiale dans l'avion MW 50.

## Critiques
Ces e-carburants polluants ne remplaceraient les carburants fossiles actuels que très provisoirement pour les transports (autos, avions, navires, trains). L'hydrogène vert devrait, à terme, les remplacer dans les véhicules à moteur électrique alimenté par une pile à combustible ou dans les véhicules à moteur thermique qui bruleraient directement l'hydrogène,. Cependant, en 2020, les véhicules à hydrogène sont beaucoup plus onéreux que ceux utilisant les e-carburants, si l'on considère la distribution, le stockage, les réservoirs des véhicules à hydrogène,.
Si la production des e-carburants est neutre en carbone, le produit final, quand il est brûlé, rejette des gaz à effet de serre, comme un carburant d'origine fossile, tout en ayant un bilan carbone neutre (captage et valorisation du dioxyde de carbone, ou CCUS). Selon l'ONG Transport & Environment, les e-carburants émettraient autant d'oxydes d'azote que l'essence E10 (qui comprend 10 % d'éthanol et 90 % de carburant fossile), presque trois fois plus de monoxyde de carbone et jusqu'à deux fois plus d'ammoniac. À l'opposé, le développement par exemple du e-methanol pour le transport maritime permet d'éviter de grosses pollutions à l'oxyde de soufre, ou éventuellement des fuites de méthane.

#### Autres références
1. ↑  (en) Derek Lovley, « Microbial Electrosynthesis: Feeding Microbes Electricity To Convert Carbon Dioxide and Water to Multicarbon Extracellular Organic Compounds », mBio, vol. 1, no 2,‎ 26 mai 2010, e00103-10 (PMID 20714445, PMCID 2921159, DOI 10.1128/mBio.00103-10).
2. ↑  Steven Y. Reece, Jonathan A. Hamel, Kimberly Sung, Thomas D. Jarvi, Arthur J. Esswein, Joep J. H. Pijpers et Daniel G. Nocera, « Wireless Solar Water Splitting Using Silicon-Based Semiconductors and Earth-Abundant Catalysts », Science, vol. 334, no 6056,‎ 4 novembre 2011, p. 645–648 (PMID 21960528, DOI 10.1126/science.1209816).
3. ↑  « ELECTROFUELS: Microorganisms for Liquid Transportation Fuel », ARPA-E (consulté le 23 juillet 2013).
4. ↑  « Novel Biological Conversion of Hydrogen and Carbon Dioxide Directly into Free Fatty Acids », ARPA-E (consulté le 23 juillet 2013).
5. ↑  « Electrofuels Via Direct Electron Transfer from Electrodes to Microbes », ARPA-E (consulté le 23 juillet 2013).
6. ↑  (en) David Biello, « Fracking Hammers Clean Energy Research », Scientific American,‎ 20 mars 2014 (lire en ligne, consulté le 14 avril 2014) : « The cheap natural gas freed from shale by horizontal drilling and hydraulic fracturing (or fracking) has helped kill off bleeding-edge programs like Electrofuels, a bid to use microbes to turn cheap electricity into liquid fuels, and ushered in programs like REMOTE, a bid to use microbes to turn cheap natural gas into liquid fuels. »
7. ↑  « SBE's Conference on Electrofuels Research », American Institute of Chemical Engineers (consulté le 23 juillet 2013).
8. ↑  (en) Industrial 6.3 MW PtG plant (Audi e-gas plant), ETOGAS GmbH (consulté le 11 janvier 2016).
9. ↑  E-gasoline.
10. ↑  « L'avenir de la mobilité est varié », Conseil fédéral (Suisse), 12 mars 2019 (consulté le 7 novembre 2019).
11. ↑  (en) The Future Cost of Electricity-Based Synthetic Fuels, Agora-energiewende.de, 19 septembre 2018.
12. ↑  « L’hydrogène, trop gourmand en énergie pour être écologique », sur Reporterre, 1er février 2021.
13. ↑  État d’avancement du PTEF (document de travail), The Shift Project, juillet 2020, 26 p., PDF (lire en ligne) et État d’avancement du PTEF (document de travail), The Shift Project, décembre 2020, 42 p., PDF (lire en ligne).
14. ↑  « Hydrogène nucléaire: la France a trouvé l’astuce », sur Éditions techniques de l'ingénieur, 6 avril 2018.
15. ↑  (en) « E-fuels and electrification as complementary approaches to achieve climate target », sur Institut Paul Scherrer, 11 janvier 2022.
16. ↑  Pourquoi les carburants de synthèse ne sauveront pas les moteurs thermiques, Les Échos, 27 mars 2023.
17. 1 2  Pourquoi les e-fuels peinent encore à convaincre, Les Échos, 25 juillet 2023.
18. ↑  Maersk choisit l'Espagne comme base de production du carburant vert pour sa flotte, Les Échos, 3 novembre 2022.
19. 1 2  Automobile : les carburants de synthèse, dernière planche de salut du moteur thermique, Les Échos, 29 juin 2022.
20. ↑  L'essence de synthèse fait ses premiers pas au Chili, Les Échos, 23 décembre 2022.
21. ↑  La plus grande usine de carburant synthétique au monde va baisser le prix du litre à 2 €, automobile-propre.com, 2 mai 2023.
22. ↑  Carburant durable : une raffinerie à 700 millions d'euros dans les tuyaux près de Lyon, Les Échos, 21 septembre 2023.
23. ↑  « Carburants de synthèse : la France place ses pions », Les Échos, 7 février 2024.
24. ↑  Nicolas Rauline, Les carburants de synthèse tanguent face aux incertitudes économiques et réglementaires, Les Échos, 23 août 2024.
25. ↑  Carburants de synthèse : seuls Porsche et Ferrari comptent dessus dans l'automobile, Les Échos, 27 mars 2023.
26. ↑  Carburants de synthèse : Stellantis teste sur 28 moteurs différents, automobile-propre, 21 avril 2023.
27. ↑  Les espoirs très contestés des carburants de synthèse, Les Échos, 1er juin 2023.
28. ↑  « Un « Bureau français des e-fuels » créé pour promouvoir les carburants de synthèse », sur 20 Minutes (France), 4 juillet 2023 (consulté le 23 octobre 2023).
29. ↑  (en) Gabriele Centi, Siglinda Perathoner, Annarita Salladini et Gaetano Iaquaniello, « Economics of CO2 Utilization: A Critical Analysis », Frontiers in Energy Research, vol. 8,‎ 2020 (ISSN 2296-598X, DOI 10.3389/fenrg.2020.567986/full).
30. ↑  Automobile : pataquès à Bruxelles sur le passage au 100 % électrique en 2035, Les Échos, 6 mars 2023.
31. ↑  Automobile : l'Allemagne obtient gain de cause sur le maintien des e-carburants en Europe, Les Échos, 27 mars 2023.
32. ↑  Accord historique européen sur les carburants d'aviation durables, Les Échos, 26 avril 2023.
33. ↑  Jean-Luc Poncin, « Le moteur à hydrogène meilleur que la pile à combustible », 2 octobre 2021.
34. ↑  « Antoine Vermeersch, Pourquoi le motoriste automobile Oreca mise sur le moteur hydrogène à combustion interne » , L'Usine nouvelle, 3 janvier 2023.
35. ↑  (en) « Application of synthetic renewable methanol to power the future propulsion », article,‎ 2020, p. 12 (lire en ligne [PDF]).
36. ↑  « Carburants synthétiques : un sujet qui divise l’Europe », sur France Hydrogène (consulté le 6 janvier 2024).
37. ↑  Coralie Lemke, « Cette pollution colossale émise par les bateaux de croisière », sur Sciences et Avenir, 13 juillet 2019 (consulté le 6 janvier 2024).
38. ↑  « Transport maritime: le GNL sur le banc des accusés », sur Les Échos, 16 février 2022 (consulté le 6 janvier 2024).